# جعفرآباد (شکی)
جعفرآباد (به لاتین: Cəfərabad) یک منطقه مسکونی در جمهوری آذربایجان است که در شهرستان شکی واقع شده است. جعفرآباد ۱۹۳۷ نفر جمعیت دارد.